# Censimento degli Stati Uniti d'America del 1940
Il censimento degli Stati Uniti d'America del 1940 è stato il sedicesimo censimento degli Stati Uniti d'America. Il censimento è stato condotto dall'ufficio del censimento degli Stati Uniti d'America, che ha determinato la popolazione residente negli Stati Uniti d'America e altre statistiche alla data del 1º aprile 1940. 
La popolazione è stata conteggiata in 132.164.569 unità, con un incremento del 7,3% rispetto al 1930.